# Summerside 38
Summerside 38 är ett reservat i Kanada.   Det ligger i provinsen Nova Scotia, i den östra delen av landet, 1 100 km öster om huvudstaden Ottawa.
I omgivningarna runt Summerside 38 växer i huvudsak blandskog. Runt Summerside 38 är det glesbefolkat, med 13 invånare per kvadratkilometer.